# Černina
Černina (in ungherese Alsócsernye, in tedesco Zehrenhau, in ruteno Černyny) è un comune della Slovacchia facente parte del distretto di Humenné, nella regione di Prešov.
Fu citato per la prima volta in un documento storico nel 1492 (con il nome di Czernyna) come possedimento della Signoria di Humenné. Nel XVIII secolo appartenne ai Mattyassy e ai Podhorány.